# Anatolij Raftopułło
Anatolij Anatoljewicz Raftopułło (ros. Анатолий Анатольевич Рафтопулло, ur. 5 kwietnia 1907 w Chełmie, zm. 21 kwietnia 1985 w Kijowie) – radziecki czołgista, pułkownik, Bohater Związku Radzieckiego (1942).

## Życiorys
Był narodowości rosyjskiej, w 1914 wraz z rodzicami przeniósł się na Krym, podczas wojny domowej w Rosji został sierotą. Od 1924 pracował w rezerwacie w obwodzie chersońskim, gdzie skończył szkołę wiejską, a w 1926 kursy traktorzystów, później pracował jako traktorzysta w sowchozie niedaleko Eupatorii. W październiku 1929 został powołany do Armii Czerwonej, służył w 54 samodzielnym szwadronie kawalerii w 9 Dywizji Kawalerii w Humaniu, od września 1930 do maja 1931 był pomocnikiem dowódcy plutonu i starszyną szwadronu, a od kwietnia 1934 do września 1935 dowódcą plutonu czołgów, w 1937 ukończył szkołę wojsk pancernych w Uljanowsku i został dowódcą plutonu czołgów 23 Brygady Zmechanizowanej na Dalekim Wschodzie. W 1938 brał udział w walkach nad jeziorem Chasan, wkrótce potem został zwolniony z armii, w kwietniu 1939 przywrócony do służby i mianowany dowódcą kompanii czołgów 36 Brygady Pancernej w Kijowskim Specjalnym Okręgu Wojskowym. W składzie tej brygady uczestniczył w wojnie z Finlandią 1939-1940, w kwietniu 1940 został dowódcą batalionu czołgów średnich 30 pułku czołgów 15 Dywizji Pancernej Kijowskiego Specjalnego Okręgu Wojskowego, latem 1940 brał udział w aneksji Besarabii przez ZSRR. Od czerwca 1941 uczestniczył w wojnie z Niemcami, biorąc udział w walkach obronnych w zachodniej Ukrainie, później w obwodzie orłowskim, m.in. w rejonie Mcenska w składzie 4 Brygady Pancernej dowodzonej przez Michaiła Katukowa, 16 października 1941 w walkach k. wsi Ilkowo dowodzony przez niego batalion czołgów zadał duże straty wrogowi, niszcząc 43 czołgi; Raftopułło został wówczas raniony odłamkiem miny i odesłany do szpitala. 21 lutego 1942 w walkach w rejonie Rżewa został ponownie ranny, po wyleczeniu w maju 1942 został skierowany do sztabu wojsk Stalingradzkiego Okręgu Wojskowego, a od września 1942 Frontu Stalingradzkiego, brał udział w bitwie pod Stalingradem. W 1943 został dowódcą batalionu szkolnego w szkole wojsk pancernych w Uljanowsku, w 1949 ukończył Wyższą Szkołę Wojsk Pancernych im. Mołotowa w Leningradzie, w 1955 zwolniono go do rezerwy. Mieszkał w Kijowie, gdzie zmarł i został pochowany.

## Odznaczenia
- Złota Gwiazda Bohatera Związku Radzieckiego (11 stycznia 1942)[1]
- Order Lenina (trzykrotnie, kwiecień 1941, 27 grudnia 1941 i 11 stycznia 1942)
- Order Czerwonego Sztandaru (dwukrotnie, 1938 i 1 czerwca 1940)
- Order Wojny Ojczyźnianej I klasy (11 marca 1985)
- Order Czerwonej Gwiazdy

I medale.